# Neupalaören
Neupalaören is een cirkelvormig onbewoond eiland in de stroming van Zweedse Kalixrivier. Het heeft geen oeververbinding; het ligt midden in de stroming. De oppervlakte van het eiland is ongeveer 1 hectare